# تشو جين هو
تشو جين هو مواليد 2 أغسطس 1973 في دايغو - الوفاة 10 أكتوبر 2017 في بوسان، كان لاعب كرة قدم كوري جنوبي كان يلعب كلاعب وسط. سبق له أن لعب في كأس العالم لكرة القدم مع منتخب بلاده.

## المسيرة الاحترافية

### أندية لعب لها
- بوهانغ ستيلرز
- جيجو يونايتد
- نادي سونغنام

## روابط خارجية
- تشو جين هو على موقع الاتحاد الدولي (مؤرشف)  (الإنجليزية)
- تشو جين هو على موقع دوري كوريا الجنوبية (الإنجليزية)
- تشو جين هو على موقع قاعدة بيانات كرة القدم.إي يو (الإنجليزية)
- تشو جين هو على موقع ناشيونال فوتبول تيمز (الإنجليزية)
- تشو جين هو على موقع Soccerway.com (الإنجليزية)
- تشو جين هو على موقع أوليمبيديا (الإنجليزية)